# Premio de la Crítica de poesía castellana
El Premio de la Crítica fue creado en el año 1956 y se concede a los mejores libros de narrativa y poesía publicados en España a lo largo del año anterior en las cuatro lenguas del Estado (castellano, catalán, vasco y gallego). El jurado está formado normalmente por 22 miembros de la Asociación Española de Críticos Literarios. Es un galardón sin dotación económica.

## Premiados en poesía castellana
- 1957: Gabriel Celaya (Hernani, 1911-1991), por De claro en claro.
- 1958: José Hierro (Madrid, 1922-2002), por Cuanto sé de mí.
- 1959: Blas de Otero (Bilbao, 1916-1979), por Ancia.
- 1960: José Manuel Caballero Bonald (Jerez de la Frontera, 1926-2021), por Las horas muertas.
- 1961: José Ángel Valente (Orense, 1929-2000), por Poemas a Lázaro.
- 1962: José María Valverde (Valencia de Alcántara, 1926-1996), por Voces para San Mateo.
- 1963: Vicente Aleixandre (Sevilla, 1896-1984), por En un vasto dominio.
- 1964: María Elvira Lacaci (Ferrol, 1928-1997), por Al este de la ciudad.
- 1965: José Hierro (Madrid, 1922-2002), por Libro de las alucinaciones.
- 1966: Claudio Rodríguez (Zamora, 1934-1999), por Alianza y condena.
- 1967: Francisco Brines (Oliva, 1932-2021), por Palabras en la oscuridad.
- 1968: Carlos Bousoño (Boal, 1923-2015), por Oda en la ceniza.
- 1969: Vicente Aleixandre (Sevilla, 1896-1984), por Poemas de la consumación.
- 1970: Luis Rosales (Granada, 1910-1992), por El contenido del corazón.
- 1971: Eladio Cabañero (Tomelloso, 1930-2000), por Poesía.
- 1972: Salvador Espriu (Santa Coloma de Farnés, 1913-1985), por Setmana Santa.
- 1973: Alfonso Canales (Málaga, 1923-2010), por Réquiem andaluz.
- 1974: Carlos Bousoño (Boal, 1923-2015), por Las monedas sobre la losa.
- 1975: Luis Felipe Vivanco (San Lorenzo de El Escorial, 1907-1975), por Los caminos.
- 1976: Antonio Colinas (La Bañeza, 1946), por Sepulcro en Tarquinia.
- 1977: José Manuel Caballero Bonald (Jerez de la Frontera, 1926-2021), por Descrédito del héroe.
- 1978: Ángel García López (Rota, 1935-2024), por Mester andalucí.
- 1979: Luis Rosales (Granada, 1910-1992), por Diario de una resurrección.
- 1980: José Ángel Valente (Orense, 1929-2000), por Tres lecciones de tinieblas.
- 1981: Luis Antonio de Villena (Madrid, 1951), por Huir del invierno.
- 1982: Vicente Núñez (Aguilar de la Frontera, 1926-2002), por Ocaso en Poley.
- 1983: Jaime Siles (Valencia, 1951), por Música de agua.
- 1984: Andrés Sánchez Robayna (Santa Brígida, Gran Canaria, 1952-2025), por La roca.
- 1985: Luis Alberto de Cuenca (Madrid, 1950), por La caja de plata.
- 1986: Justo Navarro (Granada, 1953), por Un aviador prevé su muerte.
- 1987: Miguel d'Ors (Santiago de Compostela, 1946), por Curso superior de ignorancia.
- 1988: Francisco Bejarano (Jerez de la Frontera, 1945), por Las tardes.
- 1989: Javier Salvago (Paradas, Sevilla, 1950), por Volverlo a intentar.
- 1990: Antonio Carvajal (Albolote, Granada, 1945), por Testimonio de invierno.
- 1991: Abelardo Linares (Sevilla, 1952), por Espejos.
- 1992: José Agustín Goytisolo (Barcelona, 1928-1999), por La noche le es propicia.
- 1993: Andrés Trapiello (Manzaneda de Torío, León, 1953), por Acaso una verdad.
- 1994: Antonio Hernández (Arcos de la Frontera, 1943-2024), por Sagrada forma.
- 1995: Felipe Benítez Reyes (Rota, 1960), por Vidas improbables.
- 1996: Diego Jesús Jiménez (Madrid, 1942-2009), por Itinerario para náufragos.
- 1997: María Victoria Atencia (Málaga, 1931), por Las contemplaciones.
- 1998: José Hierro (Madrid, 1922-2002), por Cuaderno de Nueva York.
- 1999: Guillermo Carnero (Valencia, 1947), por Verano inglés.
- 2000: Antonio Cabrera (Medina Sidonia, Cádiz, 1958-2019), por En la estación perpetua.
- 2001: Carlos Marzal (Valencia, 1961), por Metales pesados.
- 2002: Vicente Gallego (Valencia, 1963), por Santa deriva.
- 2003: Luis García Montero (Granada, 1958), por La intimidad de la serpiente.
- 2004: Jacobo Cortines (Lebrija, 1946), por Consolaciones.
- 2005: Eloy Sánchez Rosillo (Murcia, 1948), por La certeza.
- 2006: Julia Uceda (Sevilla, 1925-2024), por Zona desconocida.
- 2007: Chantal Maillard (Bruselas,Bélgica, 1951), por Hilos.
- 2008: Eduardo García (São Paulo, Brasil 1965-2016), por La vida nueva.
- 2009: Francisco Ferrer Lerín (Barcelona, 1942), por Fámulo.[1]
- 2010: Juana Castro (Villanueva de Córdoba, 1945), por Cartas de Enero.[2]
- 2011: Tomás Segovia (Valencia, 1927-2011), por Estuario.
- 2012: Juan Carlos Mestre (Villafranca del Bierzo, 1957), por La bicicleta del panadero.
- 2013: Antonio Hernández Ramírez (Arcos de la Frontera, 1943-2024), por Nueva York después de muerto.
- 2014: Lorenzo Oliván (Castro-Urdiales, 1968), por Nocturno casi.[3]
- 2015: Ángeles Mora (Rute, 1952), por Ficciones para una autobiografía
- 2016: Fermín Herrero (Ausejo de la Sierra, Soria, 1963), por Sin ir más lejos.
- 2017: Luis Bagué Quílez (Palafrugell, 1978), por Clima mediterráneo.
- 2018: Raquel Lanseros (Jerez de la Frontera, 1973), por Matria.
- 2019: Juan Antonio González-Iglesias (Salamanca, 1964), por Jardín Gulbenkian.
- 2020: Ramón Andrés (Pamplona, 1955), por Los árboles  que nos quedan.
- 2021: María Ángeles Pérez López (Valladolid, 1967), por Incendio mineral.
- 2022: Dionisia García (Fuente-Álamo, 1929), por Clamor en la memoria.
- 2023: Ben Clark (Ibiza, 1984), por Demonios.
- 2024: Tomás Sánchez Santiago (Zamora, 1957), por El que menos sabe.